# Långvåltjärnen
Långvåltjärnen är en sjö i Bergs kommun och Härjedalens kommun i Härjedalen och ingår i Ljusnans huvudavrinningsområde. Sjön har en area på 0,0719 kvadratkilometer och ligger 853,3 meter över havet.

## Delavrinningsområde
Långvåltjärnen ingår i det delavrinningsområde (695680-135750) som SMHI kallar för Inloppet i Över-Särvsjön. Medelhöjden är 786 meter över havet och ytan är 53,7 kvadratkilometer. Räknas de 2 avrinningsområdena uppströms in blir den ackumulerade arean 76,44 kvadratkilometer. Särvan som avvattnar avrinningsområdet har biflödesordning 2, vilket innebär att vattnet flödar genom totalt 2 vattendrag innan det når havet efter 362 kilometer. Avrinningsområdet består mestadels av skog (66 procent), sankmarker (18 procent) och kalfjäll (14 procent). Avrinningsområdet har 0,07 kvadratkilometer vattenytor vilket ger det en sjöprocent på 0,1 procent.